# Ракель Ліберман
Ракель Ліберман (Бердичів, Російська імперія, 10 липня 1900 — 7 квітня 1935, Буенос-Айрес, Аргентина) — аргентинська борчиня проти секс-торгівлі людьми українського походження. Двічі втягнута в сексуальне рабство, після чого ініціювала судовий процес, що призвів до розпаду польсько-єврейської мережі торгівлі жінками Цві Мігдаль, яка діяла на початку XX століття в Аргентині.

## Життєпис
Рухля Лея Ліберман народилася 10 липня 1900 року в Бердичеві Київської губернії Російської імперії. За даними Архіву єврейських жінок, вона переїхала до Варшави з Російської Польщі разом із сім'єю ще в дитинстві. У 1919 р. пошлюбила Якова Фербера, варшавського кравця, згідно з єврейським обрядом. З чоловіком і двома синами 1922 року емігрувала до аргентинського містечка Тапальке, що у провінції Буенос-Айрес. Чоловік помер від туберкульозу незабаром після їх прибуття. Потребуючи економічної підтримки та не знаючи іспанської мови, Ліберман залишила дітей у сім'ї сусідів та вирушила шукати роботу у Буенос-Айресі. Пізніше Ліберман тримала в таємниці існування своїх дітей, а вони не знали про її подальше життя.

### Рабство
Не знайшовши роботи швачкою, Ліберман була втягнута в проституцію. Невдовзі вона потрапила до єврейської мережі торгівлі людьми Цві Мігдаль, але точних відомостей, як саме це сталося, немає. Можливо, її сестра та швагер належали до організації. Мережа Цві Мігдаль працювала в Європі під виглядом Єврейського товариства взаємодопомоги і заманювала молодих і бідних єврейок до Аргентини, де їх сексуально експлуатували.
Принаймні 4 роки Ліберман була в полоні мережі торгівлі людьми. Вона змогла заощадити гроші і викупила свободу. Вона передала гроші одному з клієнтів, який вдав, що хоче купити її для власного борделю у Мендосі, і таким чином опинилася на волі. Ліберман відкрила магазин на вулиці Кажао, але невдовзі Цві Мігдаль почали переслідувати і погрожувати їй, побоюючись, щоб інші експлуатовані жінки не наслідували її приклад. Цві Мігдаль підіслали до неї Хосе Саломона Корна, який одружився з нею на несправжній єврейській церемонії, але згодом викрав її заощадження, а її саму повернув у бордель.

### Процес проти Цві Мігдаль
Ліберман втекла вдруге, і 31 грудня 1929 року написала заяву на Цві Мігдаль до поліції, звернувшись до інспектора поліції Хуліо Альсогарая, який мав славу непідкупного. Її судова скарга була першою, яка публічно викрила ці злочинні мережі в Аргентині і переросла в масштабну боротьбу проти торгівлі людьми.
Інспектор запитав, чи має вона достатньо рішучості, щоб свідчити у суді, і вона підтвердила: «Я можу померти лише один раз, я не відкликатиму скаргу». Представники Цві Мігдаль пропонували їй повернути викрадені гроші, якщо вона відкличе заяву, але Ліберман відмовила. Суддя кримінального суду Мануель Родрігес Окампо викликав Ліберман для дачі свідчень. Її свідчення виявили методи злочинної організації, коли жінок примусово перевозили з одного місця в інше і постійно знущалися фізично та психологічно, щоб зламати їх та не дати їм скаржитися організацію до поліції.
Суддя наказав затримати 108 членів Цві Мігдаль та заарештувати ще 334 осіб за звинуваченнями у корупції та змові. Під час розслідування було виявлено співучасників злочинної організації у федеральній поліції. Тривалий судовий процес закінчився у вересні 1930 року винесенням 108 обвинувальних вироків. «Саме існування Організації Цві Мігдаль безпосередньо загрожує нашому суспільству», — написав суддя Окампо у своєму вироку, обґрунтовуючи винесення довгих тюремних вироків.
Водночас вироки отримали лише рядові члени організації, а не керівники, які подали апеляцію на рішення суду. Незважаючи на свідчення Ліберман, апеляційна палата залишила під вартою лише трьох членів організації, звільнивши решту. Судді апеляційної палати обґрунтували своє рішення тим, що тільки Ліберман дала свідчення (незважаючи на постійні погрози), тоді як інші потерпілі не дали.
Однак судовий процес підвищив обізнаність громадськості про Цві Мігдаль, оскільки у газетах публікувалися імена членів організації, та зрештою призвів до припинення їх діяльності.
Після процесу Ліберман з дітьми жила у Буенос-Айресі. У 1934 році вона подала заяву на отримання візи для повернення до Польщі. Поїздка так і не відбулася, оскільки кілька місяців потому, 7 квітня 1935 року, вона померла від раку щитовидної залози у віці 34 років.

## Визнання
Ракель Ліберман стала натхненням для багатьох авторів. 
Книга Нори Глікман «Єврейська торгівля білими рабами та нерозказана історія Ракель Ліберман» (1996) — це історія, заснована на документах і листах, які залишилися онукам Ракель Ліберман. Історії Ліберман і Цві Мігдаль також присвячені книжки ізраїльського письменника і поета Ілана Шейнфельда «Казка про кільце» (2007), Хуліо Альсогарая «Трилогія про торгівлю білими рабинями» (1933), «Чорна організація: неймовірна історія Цві Мігдаль» Херардо Бра (1982), «Проституція в Буенос-Айресі» Андреса Карретеро (1998), «Пекло обіцяне» Ельзи Друкарофф (2006), «Полячка» Мірти Шлалом (2003), «Рапсодія Ракель Ліберман» Умберто Костантіні.
2002 року у Буенос-Айресі відбулася прем'єра театральної вистави Патрісії Суарес «Полячки», яка присвячена історії єврейської проституції в Аргентині. Також була поставлена п'єса «На ім'я Ракель» за книгою Мірти Шлалом, презентована в Аргентині і за кордоном, а згодом екранізована під назвою «Тебе будуть звати Ракель». Інші театральні роботи, присвячені Ліберман: «Ракель Ліберман» Карлоса Луїса Серрано, «Така собі Ракель» Нори Глікман.
Кінорежисерка з Аргентини Габріела Бом випустила про неї 30-хвилинний документальний фільм під назвою «Ракель: помітна жінка». 2019 року відбулася прем'єра телесеріалу «Аргентина, земля кохання і помсти», заснований на історії Ракель Ліберман. Серіал мав значний успіх і постать Ракель Ліберман перетворилася на символ боротьби з торгівлею людьми.
2019 року станцію Кажао метро Буенос-Айреса по лінії D було перейменовано на честь Ракель Ліберман.
2010 року в Аргентині була заснована премія Ракель Ліберман на честь тих, хто захищає Права постраждалих від насильства над жінками.
2021 року у м. Росаріо одну з вулиць було перейменовано на честь Ракель Ліберман.